# لوهاوانانا
لوهاوانانا (به لاتین: Lohavanana) یک منطقهٔ مسکونی در ماداگاسکار است که در آتسینانانا واقع شده‌است. لوهاوانانا ۷٬۹۵۲ نفر جمعیت دارد و ۷۵۰ متر بالاتر از سطح دریا واقع شده‌است.